# Thembi Kgatlana
Thembi Kgatlana (Mohlakeng, Gauteng, Sudáfrica; 2 de mayo de 1996) es una futbolista sudafricana. Juega como delantera y su equipo actual es Tigres de la UANL de la liga femenil  de México. Es internacional con Sudáfrica desde 2014.
Fue elegida mejor jugadora de África de 2018 tras una brillante actuación en la Copa de África, en la que fue elegida mejor jugadora y máxima goleadora con 5 tantos. Ha participado en el Mundial de Francia de 2019, donde marcó el primer gol de la historia de su selección en una Copa Mundial. También participó en los Juegos Olímpicos de Río de 2016.

## Trayectoria

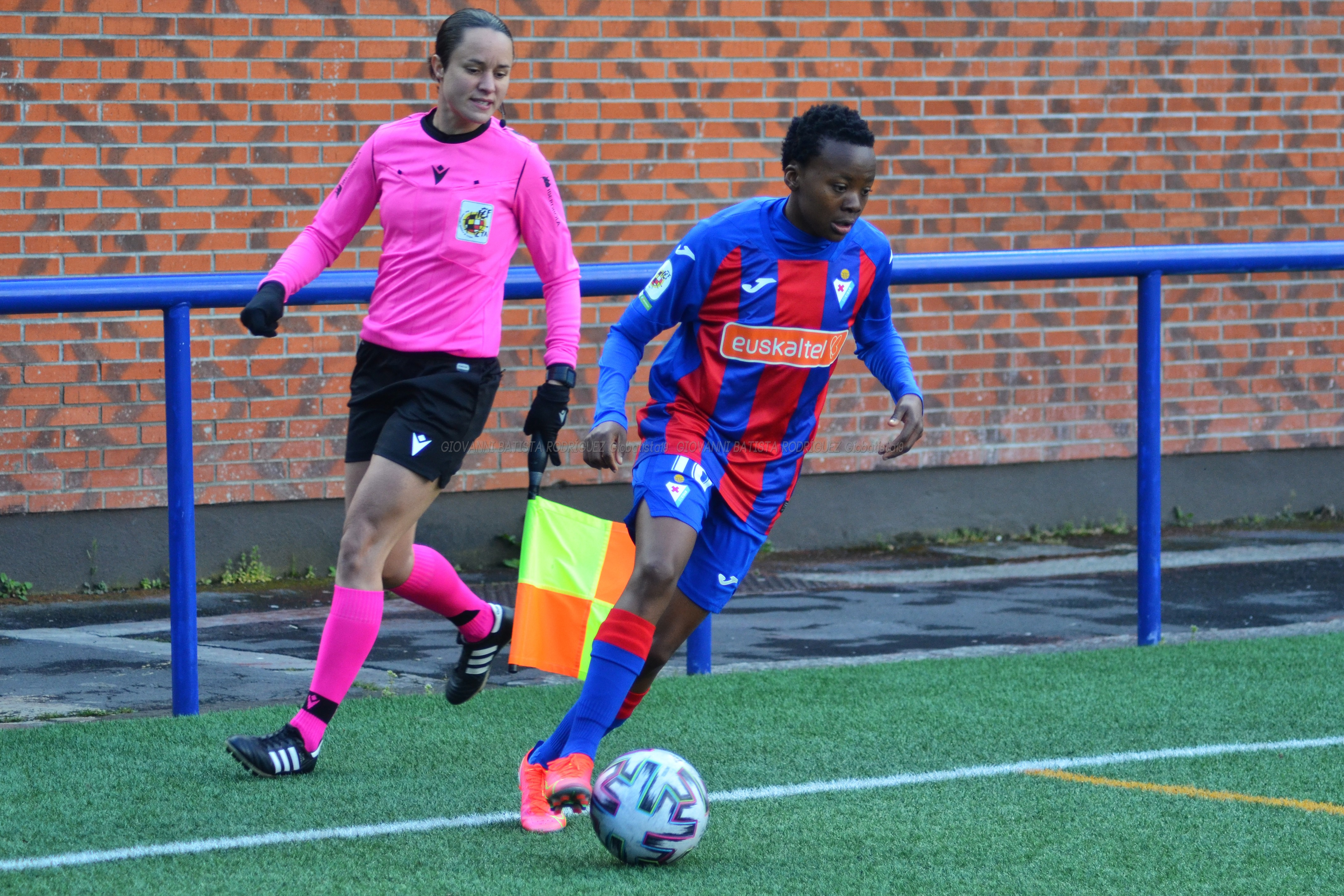
Thembi Kgatlana con el Eibar

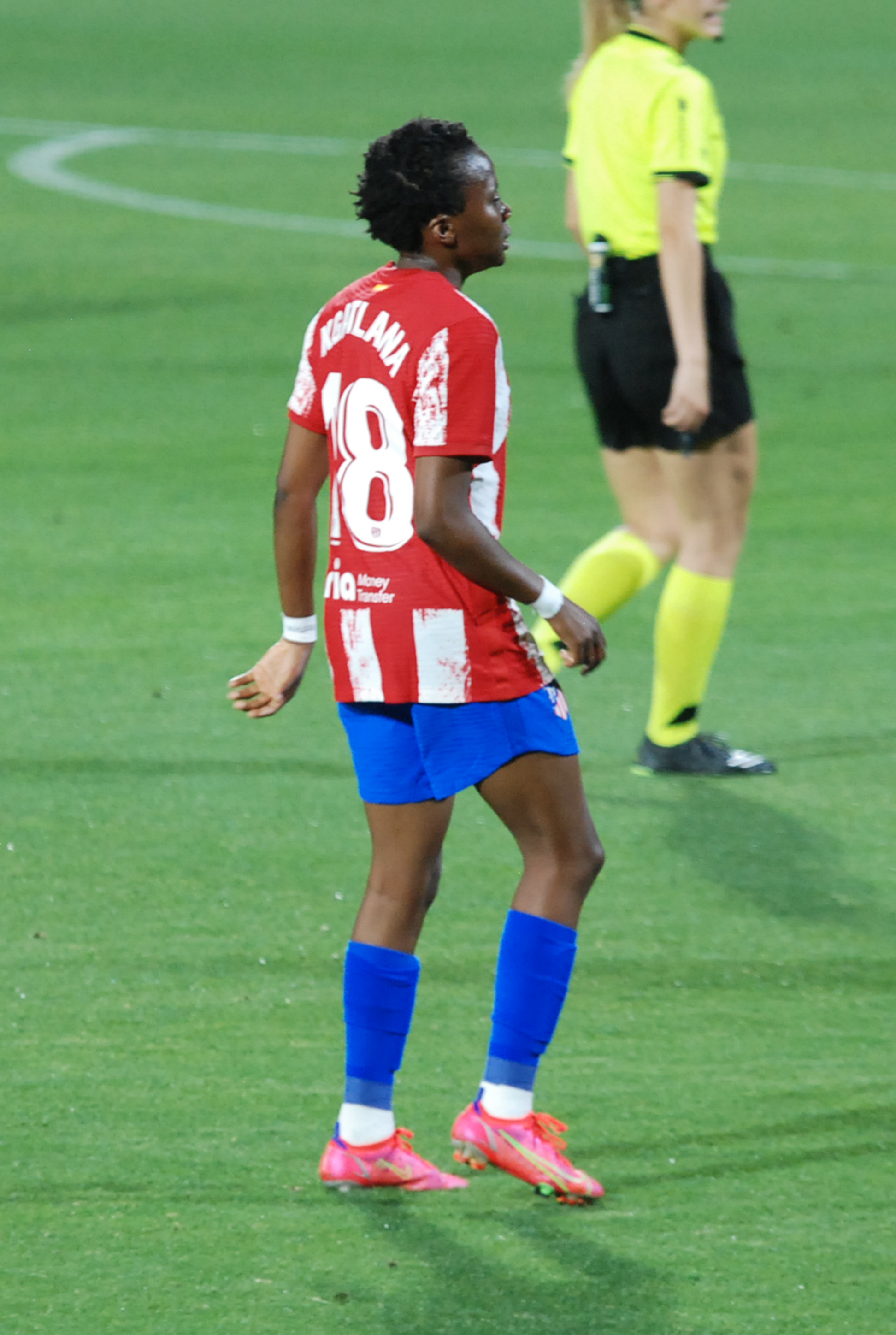
Thembi Kgatlana en agosto de 2021

### Inicios
Kgatlana empezó a jugar el fútbol en el equipo universitario de la Universidad del Cabo Occidental, el UWC Ladies Soccer, mientras cursaba sus estudios de turismo. En 2015 fue elegida Deportista Universitaria del año. En 2016 tuvo que tomarse un descanso en sus estudios para poder preparar su participación en los Juegos Olímpicos de Río de Janeiro. En 2017 fue nominada al premio a la Mejor Jugadora Africana, creó un campeonato benéfico para contribuir al desarrollo local de su pueblo natal, y fue elegida Deportista Universitaria del año por segunda ocasión.

### Debut profesional
En febrero de 2018 se mudó a los Estados Unidos para unirse al Houston Dash en la NWSL, a petición de su exentrenadora de la selección nacional Vera Pauw. Allí coincidió con sus compatriotas Janine van Wyk y Linda Motlhalo. Se unió al grupo en marzo tras disputar la Copa Chipre con la selección sudafricana y ser nombrada mejor jugadora del torneo. Debutó el 14 de marzo en un torneo amistoso con derrota por 1-0 contra el Chicago Red Stars, creando la mejor ocasión del equipo.
Jugó su primer partido oficial el 21 de abril, tras perderse las dos primeras jornadas mientras tramitaba su visa P-1, con derrota por 3-0, de nuevo ante Chicago Red Stars. Tras su debut jugó de forma ocasional como suplente, mientras el equipo no terminaba de despegar. Dio su primera asistencia a Veronica Latsko el 8 de mayo en el empate a un gol ante el Portland Thorns. El 23 de mayo se repitió la combinación con Latsko, esta vez para dar la victoria a su equipo. Su primer gol llegó el 12 de julio en la victoria ante Orlando Pride por 3-1, sentenciando el partido en el descuento. Volvió a marcar el 25 de agosto ante Sky Blue. Los Dash acabaron en sexta posición en la tabla, y Kgatlana jugó 16 partidos, anotó 2 goles y dio 3 asistencias.
Al finalizar la temporada Vera Pauw decidió regresar a Países Bajos. Kgatlana fue cedida de vuelta al UWC Ladies Soccer. El 6 de febrero de 2019 Houston Dash liberó a Kgatlana y Motlhalo.

### Experiencia en China
El 22 de febrero de 2019, se anunció su fichaje por el Beijing BG Phoenix F.C. de la Superliga femenina de China con un contrato de un año. A ella se unió su compañera de equipo sudafricana Linda Motlhalo, quien también se mudó de Houston a China. En marzo disputaron la Copa de la Liga, en la que Kgatlana debutó y marcó sus primeros goles. La liga comenzó en julio tras la disputa del Mundial de Francia. Kgatlana debutó el 13 de julio en la primera jornada ante el Jiangsu L.F.C. Marcó el primer gol del partido pero acabaron perdiendo por 2-3. Kgatlana anotó seis goles en la liga en los 10 partidos disputados, lo que ayudó a su equipo a terminar en quinto lugar.

### Salto a Europa
El 27 de enero de 2020 fichó por el Benfica, cuyo vicepresidente destacó su velocidad y su capacidad de jugar en diferentes posiciones El 1 de febrero de 2020 hizo su debut con el club con victoria por 3-1 sobre el Braga en la Copa de Portugal. Saltó al campo en el minuto 63 y marcó un gol al poco de salir, pero fue anulado por fuera de juego. Posteriormente un desmarque suyo propició el tercer gol de su equipo. Antes de su cancelación debido a la pandemia de COVID-19, Kgatlana ayudó al Benfica a llegar a la final de la Copa de la Liga con un gol en la tercera jornada de la fase de grupos, así como al liderato de la liga, y clasificar al club para la Liga de Campeones por primera vez en su historia.
La etapa de Kgatlana en el Benfica llegó a su fin debido a las complicaciones derivadas de la crisis del COVID-19, que introdujo un cambio en la estructura de la liga y un tope salarial en el fútbol femenino portugués, aunque posteriormente decidió no aplicarlo.
El 21 de julio de 2020, la S. D. Eibar, recién ascendida a la Primera División, anunció su fichaje por una temporada. Empezó la temporada como suplente, y debutó el 4 de octubre de 2020 en una victoria por 1-0 sobre el Real Betis. La semana siguiente fue fundamental para remontar y lograr un empate a dos goles ante el Levante al provocar un penalti y marcar en el último minuto. Tras realizar un gran papel como revulsivo y marcar 4 goles en las primeras 7 jornadas se asentó como titular, y realizó una gran primera vuelta que colocó al equipo en una situación cómoda. En total marcó 10 goles en liga, ayudando al conjunto armero a evitar el descenso.
El 6 de julio de 2021 se hizo oficial su fichaje por el Atlético de Madrid. Debutó con el equipo rojiblanco el 4 de septiembre de 2021, siendo suplente en la victoria por 5-0 sobre el Rayo Vallecano en la primera jornada de liga. El 31 de octubre marcó su primer gol como rojiblanca ante el Villarreal tras asistir en el primer gol del partido. Fue utilizada como jugadora revulsiva casi toda la campaña, intentando agitar los partidos desde el banquillo, salvo las últimas tres jornadas de liga, en las que el entrenador confió en ella como titular. Marcó 6 tantos y acabaron la liga en cuarta posición a un punto de la tercera plaza que daba el último cupo para disputar la Liga de Campeones. Fueron finalistas en la Supercopa, en la que perdieron ante el F. C. Barcelona. En la Copa de la Reina el equipo cayó en octavos de final ante el Sporting de Huelva.

## Selección nacional

### Debut y Juegos Olímpicos
Kgatlana debutó con 18 años en agosto de 2014 en un amistoso ante Namibia, de la mano de Vera Pauw. Formó parte del equipo que compitió en la Copa de África de 2014, y llegó a jugar algunos minutos en la semifinal ante Nigeria. Tras ser convocada en varias ocasiones en 2015, y participar con la selección sub-20 en la clasificación para el Mundial de esta categoría, volvió a jugar con la selección absoluta el 2 de agosto en el partido de vuelta de la tercera ronda del Preolímpico ante Kenia, en el que tuvo que ser sustituida tras chocar con la guardameta rival.
En 2016 fue incluida como reserva para participar en los Juegos Olímpicos de Río de Janeiro, y finalmente pudo participar reemplazando a Shiwe Nongwanya por lesión. Hizo su debut olímpico el 7 de agosto de 2016 en el segundo partido de la fase de grupos del torneo con derrota por 2-0 ante China, en el que dio un pase que provocó una ocasión clara para las sudafricanas. Sudáfrica había caído en su debut ante Suecia. Volvió a ser titular en el último encuentro de la fase de grupos ante Brasil, que concluyó sin goles y supuso la eliminación del cuadro sudafricano.

### Copa de África de 2016 y 2018
Tras los Juegos Olímpicos Pauw dejó de ser seleccionadora y fue sustituida por Desiree Ellis. Kgatlana marcó sus dos primeros goles en un partido amistoso ante Zimbabue el 10 de noviembre de 2016, y ese mismo año participó en la Copa de África de 2016, siendo titular en los dos primeros encuentros, un empate ante Zimbabue, y una derrota ante Camerún. No jugó el tercer partido, en el que golearon a Egipto y lograron el pase a semifinales. Se enfrentaron a Nigeria y Kgatlana asaltó al campo cuando ya perdían por 1-0, marcador con el que terminó el encuentro. En el partido por el tercer y cuarto puesto volvió a ser suplente cuando caían por 1-0 ante Ghana, resultado que tampoco se alteró y en la que Sudáfrica fue cuarta.
En 2017 tuvo un rol transcendental para que Sudáfrica ganase la Cosafa Cup, con un gol ante Lesoto, un doblete ante Namibia, liderar la remontada en la semifinal contra Zambia, provocando un penalti y dando una asistencia a seis minutos del final del encuentro. y marcar en la final ante Zimbabue. Kgatlana fue elegida mejor jugadora del torneo.
En 2018 fue elegida mejor jugadora de la Copa Chipre, en el que marcó un gol ante Hungría, y en septiembre revalidaron su título en la Cosafa Cup.
A final de año fue convocada para disputar la Copa de África. En el partido de debut fue suplente y marcó el gol de la victoria en los últimos minutos ante Nigeria. En el segundo encuentro ante Guinea Ecuatorial fue ya titular, y elegida mejor jugadora del encuentro tras marcar dos goles y dar una asistencia. En el último encuentro de la fase de grupos marcó el gol sudafricano en el empate ante Zambia. En la semifinal ante Mali Kgatlana abrió el marcador, y acabaron ganando por 2-0, clasificándose para la final y obteniendo un boleto para jugar el Mundial de 2019. En la final se volvieron a encontrar con Nigeria. El partido concluyó sin goles y Nigeria ganó en la tanda de penaltis. Kgatlana fue la máxima goleadora del torneo, elegida mejor jugadora del campeonato, mejor gol del campeonato,  y posteriormente mejor jugadora del continente africano del año.

### Mundial de 2019 y años posteriores
En 2019 disputó su partido internacional número 50 en la Copa de Chipre. El 17 de mayo fue incluida en la nómina de jugadoras que participarían en el Mundial de Francia. El 8 de junio de 2019 fue titular en el partido inaugural contra España, y marcó el primer gol de Sudáfrica en un Mundial al abrir el marcados, pero acabaron perdiendo por 3-1. Volvió a ser titular en el segundo partido ante China, en el que perdieron por 1-0. En el partido definitivo ante Alemania fue suplente y cayeron eliminadas al ser goleadas por 4-0.
En 2020 se canceló la Copa de África por la pandemia de Covid-19, y Kgatlana se perdió por lesión el torneo preolímpico, en el que Sudáfrica cayó en la tanda de penaltis ante Botsuana. En 2021 Kgatlana volvió a jugar con su selección en varios encuentros amistosos, marcando varios goles.
En 2022 volvió a participar en el Campeonato Africano de Naciones. Fue titular en la victoria inaugural por 2-1 ante Nigeria.

## Estadísticas

### Clubes
Actualizado al último partido jugado el 15 de mayo de 2022.
| Club                          | Div.                     | Temporada     | Liga  | Liga  | Liga   | Copas nacionales | Copas nacionales | Copas nacionales | Copas internacionales | Copas internacionales | Copas internacionales | Total | Total | Total  | Media goleadora |
| Club                          | Div.                     | Temporada     | Part. | Goles | Asist. | Part.            | Goles            | Asist.           | Part.                 | Goles                 | Asist.                | Part. | Goles | Asist. | Media goleadora |
| ----------------------------- | ------------------------ | ------------- | ----- | ----- | ------ | ---------------- | ---------------- | ---------------- | --------------------- | --------------------- | --------------------- | ----- | ----- | ------ | --------------- |
| Houston Dash Estados Unidos   |                          |               |       |       |        |                  |                  |                  |                       |                       |                       |       |       |        |                 |
| NWSL                          | 2018                     | 16            | 2     | 3     | -      | -                | -                | -                | -                     | -                     | 16                    | 2     | 3     | 0.12   |                 |
| Total Houston Dash            | Total Houston Dash       | 16            | 2     | 3     |        |                  |                  |                  |                       |                       | 16                    | 2     | 3     | 0.12   |                 |
| Beijing BG Phoenix F.C. China |                          |               |       |       |        |                  |                  |                  |                       |                       |                       |       |       |        |                 |
| 1.ª                           | 2019                     | 10            | 6     |       | 4      | 2                |                  | -                | -                     | -                     | 14                    | 8     |       | 0.64   |                 |
| Total Beijing BG Phoenix      | Total Beijing BG Phoenix | 10            | 6     |       | 4      | 2                |                  |                  |                       |                       | 14                    | 8     |       | 0.64   |                 |
| Benfica Portugal              |                          |               |       |       |        |                  |                  |                  |                       |                       |                       |       |       |        |                 |
| 1.ª                           | 2020                     | 2             | 2     |       | 2      | 1                |                  | -                | -                     | -                     | 4                     | 3     |       | 0.75   |                 |
| Total Benfica                 | Total Benfica            | 2             | 2     |       | 2      | 1                |                  |                  |                       |                       | 4                     | 3     |       | 0.75   |                 |
| S. D. Éibar · España          |                          |               |       |       |        |                  |                  |                  |                       |                       |                       |       |       |        |                 |
| 1.ª                           | 2020-21                  | 27            | 10    | 7     | -      | -                | -                | -                | -                     | -                     | 27                    | 10    | 7     | 0.37   |                 |
| Total S. D. Eibar             | Total S. D. Eibar        | 27            | 10    | 7     |        |                  |                  |                  |                       |                       | 27                    | 10    | 7     | 0.37   |                 |
| Atlético de Madrid · España   |                          |               |       |       |        |                  |                  |                  |                       |                       |                       |       |       |        |                 |
| 1.ª                           | 2021-22                  | 25            | 6     | 3     | 2      | 0                | 0                | -                | -                     | -                     | 27                    | 6     | 3     | 0.22   |                 |
| Total Atlético de Madrid      | Total Atlético de Madrid | 25            | 6     | 3     | 2      | 0                | 0                |                  |                       |                       | 27                    | 6     | 3     | 0.22   |                 |
| Total carrera                 | Total carrera            | Total carrera | 80    | 26    | 13+    | 8                | 3                | 0                |                       |                       |                       | 88    | 29    | 13+    | 0.33            |
| 1. 2. 3.                      |                          |               |       |       |        |                  |                  |                  |                       |                       |                       |       |       |        |                 |

### Selecciones
Actualizado al último partido jugado el 4 de julio de 2022.
| Selecciones | Temporada     | Otros oficiales(1) | Otros oficiales(1) | Otros oficiales(1) | Mundial | Mundial | Mundial | Amistosos | Amistosos | Amistosos | Total | Total | Total  | Media goleadora |
| Selecciones | Temporada     | Part.              | Goles              | Asist.             | Part.   | Goles   | Asist.  | Part.     | Goles     | Asist.    | Part. | Goles | Asist. | Media goleadora |
| --- | ------------- | ------------------ | ------------------ | ------------------ | ------- | ------- | ------- | --------- | --------- | --------- | ----- | ----- | ------ | --------------- |
| Abs. Sudáfrica |               |                    |                    |                    |         |         |         |           |           |           |       |       |        |                 |
| 2014 | 1+            | 0                  | 0                  |                    |         |         | 2+      | 0         | 0         | 3+        | 0     | 0     | 0      |                 |
| 2015 | 2+            | 0                  | 0                  |                    |         |         |         |           |           | 2+        | 0     | 0     | 0      |                 |
| 2016 | 8             | 0                  | 0                  |                    |         |         | 6       | 2         | 0         | 14        | 2     | 0     | 0.14   |                 |
| 2017 |               |                    |                    |                    |         |         | 6       | 6         | 1         | 6         | 6     | 1     | 1.00   |                 |
| 2018 | 5             | 5                  | 1                  |                    |         |         | 12      | 1         | 1         | 17        | 6     | 2     | 0.35   |                 |
| 2019 |               |                    |                    | 3                  | 1       | 0       | 9       | 2         | 1         | 12        | 3     | 1     | 0.25   |                 |
| 2020 |               |                    |                    |                    |         |         |         |           |           |           |       |       |        |                 |
| 2021 |               |                    |                    |                    |         |         | 3       | 3         | 1         | 3         | 3     | 1     | 1.00   |                 |
| 2022 | 3             | 1                  | 0                  |                    |         |         | 1       | 1         | 0         | 4         | 2     | 0     | 0.50   |                 |
| Total carrera | Total carrera | 19+                | 6+                 | 1+                 | 3       | 1       | 0       | 39+       | 15+       | 4+        | 64    | 23    | 5+     | 0.36            |
| (1) Se incluyen partidos en Juegos Olímpicos y Torneos Preolímpicos, Copa de África y sus fases clasificatorias. No incluye torneos regionales como COSAFA (incluido en la sección de Amistosos). |               |                    |                    |                    |         |         |         |           |           |           |       |       |        |                 |

#### Participaciones en Copas del Mundo
| Mundial         | Sede    | Resultado      | Partidos | Goles |
| --------------- | ------- | -------------- | -------- | ----- |
| Mundial de 2019 | Francia | Fase de grupos | 3        | 1     |

#### Participaciones en Juegos Olímpicos
| Mundial  | Sede   | Resultado      | Partidos | Goles |
| -------- | ------ | -------------- | -------- | ----- |
| Río 2016 | Brasil | Fase de grupos | 2        | 0     |

#### Participaciones en Copas de África
| Copa                   | Sede    | Resultado     | Partidos | Goles |
| ---------------------- | ------- | ------------- | -------- | ----- |
| Copa de África de 2014 | Namibia | Cuarto puesto | 0        | 0     |
| Copa de África de 2016 | Camerún | Cuarto puesto | 4        | 0     |
| Copa de África de 2018 | Ghana   | Subcampeona   | 5        | 5     |

## Palmarés

### Distinciones individuales
| Distinción                                              | Año        |
| ------------------------------------------------------- | ---------- |
| Mejor Jugadora de África                                | 2018       |
| Finalista Mejor Jugadora de África                      | 2017, 2019 |
| Mejor jugadora de la Copa de África                     | 2018       |
| Máxima goleadora de la Copa de África                   | 2018       |
| 3 veces Mejor jugadora del partido en la Copa de África | 2018       |
| Mejor gol de la Copa de África                          | 2018       |
| Máxima goleadora y asistente de la S. D. Eibar          | 2020-21    |
| Mejor jugadora de la Copa Chipre                        | 2018       |
| Mejor jugadora de la Cosafa Cup                         | 2017       |